# کش ندهید
«کش ندهید» بخشی از سخنرانی سید علی خامنه‌ای، رهبر جمهوری اسلامی ایران، پیرامون پرونده اختلاس سه هزار میلیارد تومانی در بانک‌های ایران است که به ادبیات سیاسی کشور وارد شده‌است. اصل جمله این است که «رسانه‌ها نباید قضیه را کش دهند».
این جمله هم‌اکنون توسط مخالفان جمهوری اسلامی، به شکل هجوآمیز، به‌عنوان مدل رفتاری رهبر ایران در مقابل افشای فسادهای داخلی استفاده می‌شود.

## پیشینه
در شهریور ۱۳۹۰ مقامات و رسانه‌های ایران از کشف اختلاسی بزرگ در بانک‌های ایران خبر دادند که مه‌آفرید امیرخسروی توانست مبلغ ۳ هزار میلیارد تومان یا ۲۸۰۰ میلیارد تومان را از شبکه‌های بانکی ایران به سرقت ببرد. به نوشتهٔ رسانه‌های ایران این بزرگ‌ترین اختلاس در کل تاریخ ایران بوده‌است.
علی خامنه‌ای، رهبر جمهوری اسلامی ایران، در ارتباط با پرونده اختلاس سه هزار میلیارد تومانی در بانک‌های ایران با بیان اینکه رسانه‌ها «نباید این قضیه را کش دهند» گفت که «عده‌ای می‌خواهند از این حوادث برای زدن توی سر مسئولین سوءاستفاده کنند.»
این سخنان واکنش‌های زیادی را ایجاد کرد و اصلاح‌طلبانی نظیر مصطفی تاج‌زاده آن را در مغایرت با سخنان قبلی علی خامنه‌ای و در حمایت از محمود احمدی‌نژاد دانستند. همچنین برخی از مخالفان نظام، آن را حمایت آشکارا از مفسدین اقتصادی نامیدند.

## حضور در ادبیات رسانه‌ای
پس از ماجرای اختلاس و فرمان رهبری، این اصطلاح به ادبیات رسانه‌ای، عمدتاً رسانه‌های مخالف نظام، وارد شد و به‌طور گسترده مورد استفاده قرار گرفت. از آن جمله می‌توان به بازتاب پرونده فساد اقتصادی در بنیاد شهید و بایگانی شدن آن در مجلس در سال ۱۳۹۵، اتهامات فساد مالی علیرضا پناهیان در سال ۱۳۹۹ و همچنین اختلاس بانکی در سال ۱۳۹۳ اشاره کرد.
این اصطلاح با ماجرای افشای فایل صوتی محرمانه فرماندهان سپاه در سال ۱۴۰۰ دوباره در رسانه‌ها مورد استفاده گسترده قرار گرفت. رسانه‌های مخالف، سخنان خامنه‌ای در روز ۲۸ بهمن ۱۴۰۰ که رسانه‌ها را به لجن‌پراکنی متهم کرده و از سپاه و قاسم سلیمانی دفاع کرده بود را دستور دیگری مبنی بر «کش ندهید» تعبیر کردند و علت آن را حضور مجتبی خامنه‌ای، فرزند رهبر ایران، در این پرونده دانستند.
به‌کارگیری این اصطلاح تنها به سخنان رهبر ایران محدود نمی‌شود و رسانه‌های مختلف در مواردی نظیر صحبت‌های ابراهیم رئیسی در زمان تصدی ریاست قوه قضاییه از آن استفاده کرده‌اند.